# Philéas Lebesgue
Philéas Lebesgue (La Neuville-Vault, 26 de Novembro de 1869 — La Neuville-Vault, 11 de Outubro de 1958) foi um poeta, romancista, ensaísta, tradutor e crítico literário. Foi redactor do Mercure de France. Filho de agricultores da região do Oise, herdou a exploração dos seus pais e conjugou uma vidade de agricultor com uma rica carreira literária e intelectual que o leva a viajar a Portugal, Grécia e Jugoslávia, os três países cuja literatura acompanhava nas páginas do Mercure de France.
Encontra-se colaboração da sua autoria nas revistas Arte (Coimbra, 1895-1896), Ave Azul (Coimbra, 1899-1900), A Águia (Porto, 1910-1932), O Mundo (Lisboa, 1915) e Atlântida (Lisboa, 1917). 